# Mark Delaney
Mark Delaney (*Haverfordwest (Gales), Reino Unido, 13 de mayo de 1976) es un exfutbolista galés. Jugó de defensa y su primer equipo fue Carmarthen Town F.C. Se retiró en 2007, luego de jugar 8 años para Aston Villa.

## Selección nacional
Ha sido internacional con la Selección de fútbol de Gales, ha jugado 36 partidos internacionales, sin marcar goles.
- Datos: Q246379